# 山岸勇 (地方公務員)
山岸 勇 (やまぎし いさむ、1941年または1942年 - 2017年 <平成29年> 1月31日) は、日本の地方公務員。石川県教育委員会教育長、同副知事を歴任。瑞宝中綬章受章。位階は従四位。

## 人物・経歴
石川県庁に入庁し、1998年 (平成10年) 4月 枝廣直幹の後任として商工労働部長。石川県中小企業情報センターの解散を行った。2000年4月 斉藤直と同職を交代し石川県教育委員会教育長、2006年7月 中西吉明と同職を交代し石川県副知事、2012年3月 竹中博康を後任として副知事退任、石川県退職。
県庁退職後、一般社団法人石川県建設業協会専務理事。2017年1月 死去。

## 栄典
- 2013年 春の叙勲で地方自治功労により瑞宝中綬章を受章[1]
- 死没日付をもって叙従四位[2]